# Yantou (sockenhuvudort i Kina, Shanxi Sheng, lat 39,06, long 113,33)
Yantou är en sockenhuvudort i Kina. Den ligger i provinsen Shanxi, i den norra delen av landet, omkring 150 kilometer nordost om provinshuvudstaden Taiyuan. Antalet invånare är 6 615. Befolkningen består av 3 069 kvinnor och 3 546 män. Barn under 15 år utgör 16,0 %, vuxna 15-64 år 70 %, och äldre över 65 år 13,0 %.
Runt Yantou är det ganska tätbefolkat, med 111 invånare per kvadratkilometer. Närmaste större samhälle är Ekou, 14,2 km nordväst om Yantou. Trakten runt Yantou består i huvudsak av gräsmarker.
Genomsnittlig årsnederbörd är 701 millimeter. Den regnigaste månaden är juli, med i genomsnitt 185 mm nederbörd, och den torraste är januari, med 4 mm nederbörd.